# Зенгин, Керим
Керим Зенгин (тур. Kerim Zengin; 13 апреля 1985 года, Мерсин) — турецкий футболист, играющий на позиции защитника.

## Клубная карьера
Родившийся в турецком городе Мерсин Керим Зенгин начинал свою карьеру футболиста в стамбульском «Фенербахче». Сезон 2004/05 он провёл на правах аренды за клуб Первой лиги «Мерсин Идманюрду». 12 августа 2006 года Зенгин дебютировал в турецкой Суперлиге, выйдя в основном составе «Фенербахче» в гостевом поединке против «Генчлербирлиги». Спустя 11 дней он забил свой первый гол на профессиональном уровне, сравняв счёт в домашней игре с киевским «Динамо», проходившей в рамках третьего квалификационного раунда Лиги чемпионов УЕФА 2006/07.
Сезоны 2007/08 и 2008/09 Зенгин на правах аренды отыграл за клуб Суперлиги «Истанбул ББ». Летом 2009 года он перешёл в «Антальяспор», а спустя год — в «Карабюкспор». Затем в его карьере были команды «Сивасспор», «Газиантепспор», «Генчлербирлиги» и «Акхисар Беледиеспор», за которые выступал нерегулярно.
С августа 2015 года Керим Зенгин вновь выступает за «Карабюкспор».

## Достижения
«Фенербахче»
- Чемпион Турции (1): 2006/07